# Васецкий, Григорий Степанович (художник)
Григорий Степанович Васецкий (укр. Григорій Степанович Васецький; 28 ноября 1928, село Новоивановка, ныне Хорольского района Полтавской области) — советский и украинский живописец. Заслуженный деятель искусств УССР (1971). Народный художник УССР (1979).

## Биография
В 1948 году закончил Киевскую художественную школу. В 1955 году окончил Киевский художественный институт (ныне НАОМА — Национальная академия изобразительного искусства и архитектуры), где учился у Алексея Шовкуненко и Виктора Пузырькова.
В 1955-1958 годах выполнил работы по договорам в издательствах Киева и одновременно работал над станковыми тематическими картинами, которые экспонировались на республиканских выставках. Стал членом Союза художников в 1960-м году. Посвятил себя станковой живописи. В первой половине 60-х годов Васецкий обращается к теме Шевченко и пишет картину "Гость", в которой изобразил поэта большим жизнелюбом и сердечным и искренним человеком. С 1969 по 1988 годы Вацекий работал заместителем главы правления Киевской организации Союза художников Украины. Был членом правления Союза художников, членом выставкома и худсовета по живописи.

## Произведения
- «К мирному труду» (1960),
- «Последняя борозда» (1961),
- «Гость» (1964),
- «Тревожная молодость» (1965),
- «Первые коммунары» (1967),
- «Хлеб — Петрограду» (1968),
- «Цветы» (1970),
- «Опаленные детство» (1971),
- «В часы отдыха» (1972),
- «Шла война» (1975),
- «Когда родители, мужья на фронте» (1977),
- «На Енисее» (1981),
- «Такие были времена» (1985),
- «Вдовы» (1987),
- «Дети войны» (1990),
- «Гайдамаки» (1991),
- «Беглецы из плена» (1992).